# 천주교 마산교구

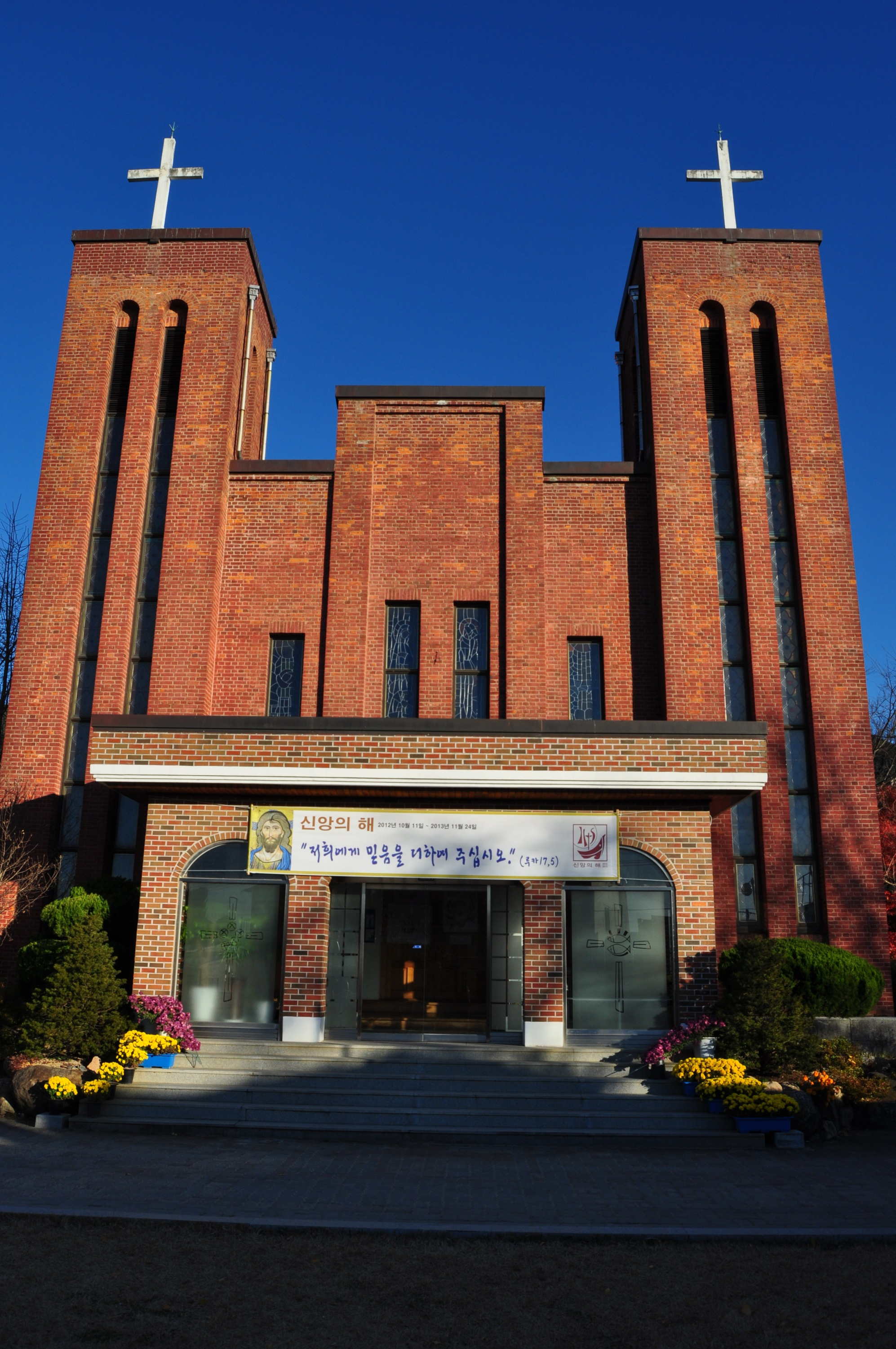
창녕성당

천주교 마산교구(天主敎馬山敎區, 라틴어: Dioecesis Masanensis)는 로마 가톨릭교회의 교구이다. 1966년 천주교 부산교구 일부를 관할로 분리되었으며, 대한민국 경상남도 서부 지역을 관할한다.

## 관할 구역
창원시, 진주시, 통영시, 거제시, 사천시, 고성군, 하동군, 산청군, 합천군, 의령군, 남해군, 거창군, 김해시 일부 (진영읍, 진례면), 밀양시 일부 (청도면, 무안면, 부북면, 초동면, 하남읍)

## 관할 지구 및 본당

### 마산지구[창원시 마산회원구, 마산합포구, 의령군, 함안군, 창녕군]
- 1지역 : 양덕동 주교좌, 구암동, 산호동, 삼계, 석전동, 호계, 회원동
- 2지역 : 남성동, 상남동, 완월동, 월남동, 월영, 진동
- 3지역 : 남지, 대산, 영산, 의령, 창녕, 칠원, 함안

### 창원지구[창원시 성산구, 의창구, 진해구, 김해시 북부, 밀양시 서부]
- 1지역 : 가음동, 대방동, 사파동, 양곡
- 2지역 : 명서동, 반송, 중동, 팔용동, 사림동
- 3지역 : 경화동, 덕산동, 여좌동, 용원, 중앙동
- 4지역 : 용잠, 진례, 진영, 수산, 생림선교, 장등

### 진주지구[진주시, 사천시, 남해군, 하동군, 산청군, 함양군, 거창군, 합천군]
- 1지역 : 망경동, 봉곡동, 신안동, 옥봉동, 칠암동, 평거동
- 2지역 : 가좌동, 금산, 문산, 상평동, 장재동, 하대동
- 3지역 : 거창, 산청, 안의선교, 함양, 합천, 성심원(준)
- 4지역 : 남해, 사천, 삼천포, 서포선교, 진교, 하동

### 거제지구[거제시, 통영시, 고성군]
- 1지역 : 고성, 대건, 북신동, 예수의 작은 마을(준), 태평동
- 2지역 : 거제, 고현, 옥포, 장승포, 장평, 지세포, 하청

## 역대 교구장
| 역대 | 이름   | 이름   | 세레명              | 착좌             | 사임             | 선종            | 비고                                       |
| ---- | ------ | ------ | ------------------- | ---------------- | ---------------- | --------------- | ------------------------------------------ |
| 초대 | 김수환 | 김수환 | 스테파노            | 1966년 5월 31일  | 1968년 4월 9일   | 1984년 6월 25일 | 서울대교구 교구장 전보 (사제급추기경 역임) |
| 2대  | 장병화 | 장병화 | 요셉                | 1968년 10월 7일  | 1988년 12월 15일 | 1990년 8월 3일  |                                            |
| 3대  | 박정일 | 박정일 | 미카엘              | 1989년 2월 21일  | 2002년 11월 11일 | 2024년 8월 28일 | 제주교구장 ,전주교구장 역임                |
| 4대  | 안명옥 | 안명옥 | 프란치스코 하비에르 | 2002년 11월 11일 | 2016년 4월 19일  |                 | 부교구장주교 역임                          |
| 5대  | 배기현 | 배기현 | 콘스탄티노          | 2016년 6월 8일   | 2022년 8월 27일  |                 |                                            |
| 서리 | 신은근 | 신은근 | 바오로              | 2022년 8월 27일  | 2025년 2월 12일  |                 | 교구장서리 사제                            |
| 6대  | 이성효 | 이성효 | 리노                | 2025년 2월 12일  | 현직             |                 | 수원교구 보좌주교 역임                     |

## 교육

### 고등학교
- 성지여자고등학교
- 해성고등학교

### 중학교
- 성지여자중학교
- 해성중학교

## 의료사업
- 창원파티마병원 (포교 베네딕도 수녀회 설립)